# Trichophallus aru
Trichophallus aru (лат.) — вид кузнечиков рода Trichophallus из подсемейства Conocephalinae (Salomonina, Agraeciini, Tettigoniidae). Индонезия (острова Ару, 6°2‘S, 134°18‘E). Видовое название происходит от имени места нахождения.

## Описание
Кузнечики средних размеров (длина тела около 2 см). Основная окраска тела желтовато-коричневая. Новый вид можно узнать по форме довольно узких церок самцов со сходящимися краями и коротким треугольным, субапикальным внутренним выступом. Характерна также форма титиллаторов самцов. У самок базально-латеральные расширения субгенитальной пластинки относительно короткие, центральная область короткая, а апикальные выступы умеренно длинные и узкие при вентральном виде, но довольно высокие при боковом виде..